# Laurent Martinez
Pour les articles homonymes, voir Martinez.
Laurent Martinez est un comédien, écrivain et auteur de la pièce de théâtre Pardon ?. Celle-ci évoque sa propre histoire, celle d’un homme victime de viol par un prêtre catholique.

## Biographie
Laurent Martinez est victime, à l'âge de 8 ans en 1977, d'abus sexuels par un prêtre enseignant le catéchisme, dans une école tenue par des sœurs, dans la banlieue de Lyon. Une fois l’école informée, le prêtre est muté et les agressions ne sont plus évoquées par ses parents.
En 2015, Laurent Martinez, alors chef d’entreprise, change de parcours professionnel. Il décide de devenir comédien et s'inscrit au cours Florent. Dans ce cadre, il rédige le récit de l'abus subit et le présente aux élèves et professeurs de l'école. Puis il rencontre l'association La Parole libérée,  Latifa Bennari de L'Ange bleu et décide d'écrire une pièce de théâtre,,.

### Pardon?
La pièce comprend quatre personnes : un homme, sa nouvelle compagne, un prêtre et une religieuse catholique. Elle traite de la douleur des victimes, du comportement des proches quand elles prennent connaissance des agressions sexuelles et du traitement des dénonciations par l'Église catholique. L'homme a honte de n'avoir pas su dire non à ce prêtre, il n'a pas su comment le repousser. Depuis il s'est muré dans le silence et sa vie sociale et affective en sera fortement perturbée. La religieuse affronte le prêtre, elle n'accepte pas le silence l’Église. En voix off, un pédophile explique son combat pour résister à ses pulsions.
Pardon? est d'abord présenté au Festival Off d'Avignon en juillet 2019, puis dans plusieurs diocèses en France,. Pour Laurent Martinez « En parler m’a permis de reconnaître et d’accepter ce poids du traumatisme ».
Lors d'une représentation de Pardon ?, à Charleville-Mézières, le président de la Conférence des évêques de France, Éric de Moulins-Beaufort, est présent. Il se lève et demande pardon à Laurent Martinez au nom de l'Église catholique. Celui-ci lui donne ce pardon. Entre 2019 et 2024, Laurent Martinez a joué cette pièce près de 80 fois.

## Publication
- Laurent Martinez et Marianne Dupuis-Sauze, Pardon?, Paris, Authentique, 2020.